# Triana (Roccalbegna)
Triana (già Atriana) è una frazione del comune italiano di Roccalbegna, nella provincia di Grosseto, in Toscana.

## Geografia fisica
La frazione di Triana è situata a circa 6 km a est del capoluogo, in un'area pedemontana dell'entroterra della Maremma grossetana, alle pendici del massiccio del Monte Amiata, sul versante meridionale del Monte Labbro.

## Storia
La frazione è ricordata fin dal 760 e si sviluppa intorno al nucleo antico del castello dei conti Aldobrandeschi, attestato dal 1216. Nel 1388 la Triana fu acquistata dalla famiglia senese dei Piccolomini che lo fecero divenire sede di una signoria rurale nel corso del Cinquecento. I Piccolomini rimasero proprietari del castello e dei terreni circostanti fino al 1962, quando il castello, notevolmente trasformato e con scarsi resti delle forme originarie, è stato lasciato alla Società di Esecutori di Pie Disposizioni di Siena. Nel corso dell'Ottocento, la corte del castello situata fuori dalla cinta muraria si espanse con la costruzione di chiese, fattorie e abitazioni.

## Monumenti e luoghi d'interesse

### Architetture religiose

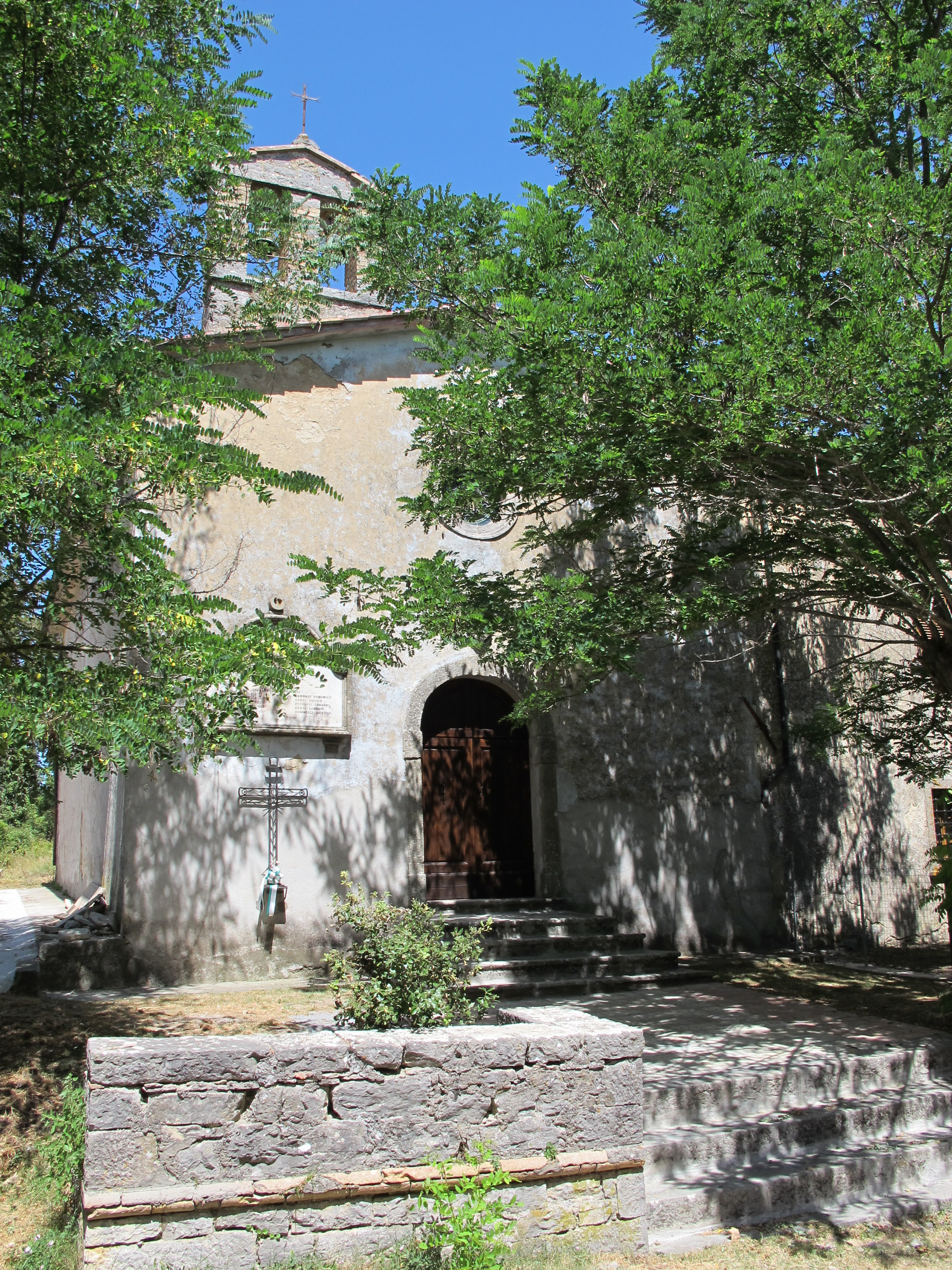
La chiesa di San Bernardino

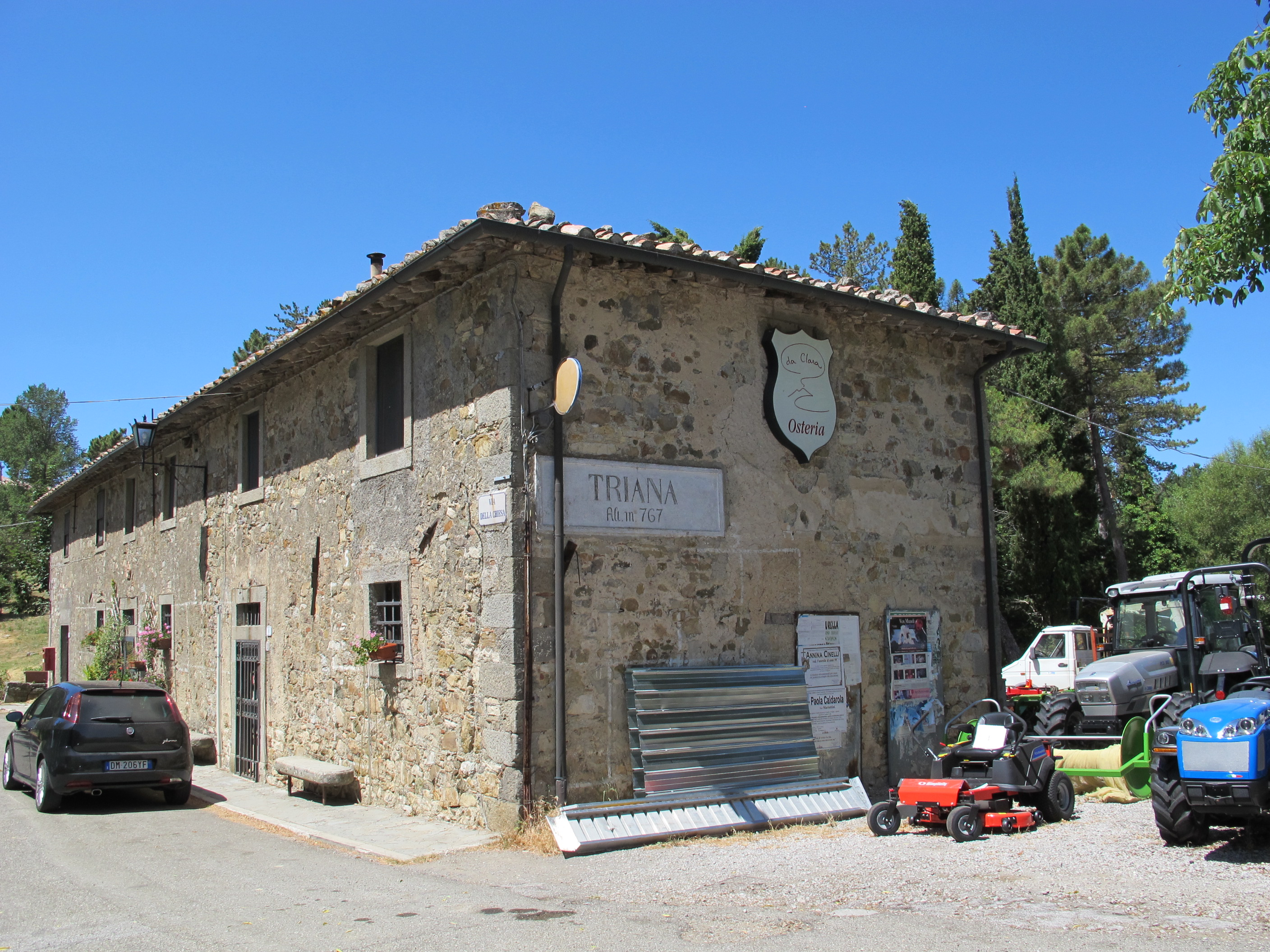
Edificio rurale

- Chiesa di San Bernardino, costruita per volere dei Piccolomini nel 1780 al di fuori della cinta muraria, nel luogo dove sorgeva una chiesa risalente al 1540 dedicata ai santi Bernardino e Antonio, si tratta della chiesa parrocchiale del paese. Conserva al suo interno una tela seicentesca di Beato Gioacchino Piccolomini. La parrocchia della Triana conta circa 80 abitanti.[2]

- Cappella della Madonna di Loreto, cappella gentilizia del castello di Triana.

- Chiesa di San Giovanni, situata presso l'omonimo podere, nel punto dove era situata la duecentesca Pieve di Santa Maria.

### Architetture militari
- Castello di Triana, antico castello nucleo storico del paese.

## Società

### Evoluzione demografica
Quella che segue è l'evoluzione demografica della frazione di Triana. Sono indicati gli abitanti dell'intera frazione e dove è possibile è messa tra parentesi la cifra riferita al solo capoluogo di frazione.
Dal 1991 sono contati da Istat solamente gli abitanti del centro abitato, non della frazione.
| Anno | Abitanti | Abitanti       |
| Anno | Frazione | Centro abitato |
| ---- | -------- | -------------- |
| 1640 | 50       | -              |
| 1745 | 332      | -              |
| 1833 | 262      | -              |
| 1845 | 279      | -              |
| 1921 | 247      | -              |
| 1931 | 253      | -              |
| 1961 | 131      | 37             |
| 1981 | 111      | 27             |
| 1991 | -        | 27             |
| 2001 | -        | 14             |
| 2011 | -        | 58             |

## Infrastrutture e trasporti
La frazione è posizionata lungo la strada provinciale 160 Amiatina, già strada statale 323, che collega il Monte Amiata con la piana di Albinia attraversando l'entroterra collinare di Scansano e Magliano.